# Drame de Catane
 (novembre 2009).
Si vous disposez d'ouvrages ou d'articles de référence ou si vous connaissez des sites web de qualité traitant du thème abordé ici, merci de compléter l'article en donnant les références utiles à sa vérifiabilité et en les liant à la section « Notes et références ».

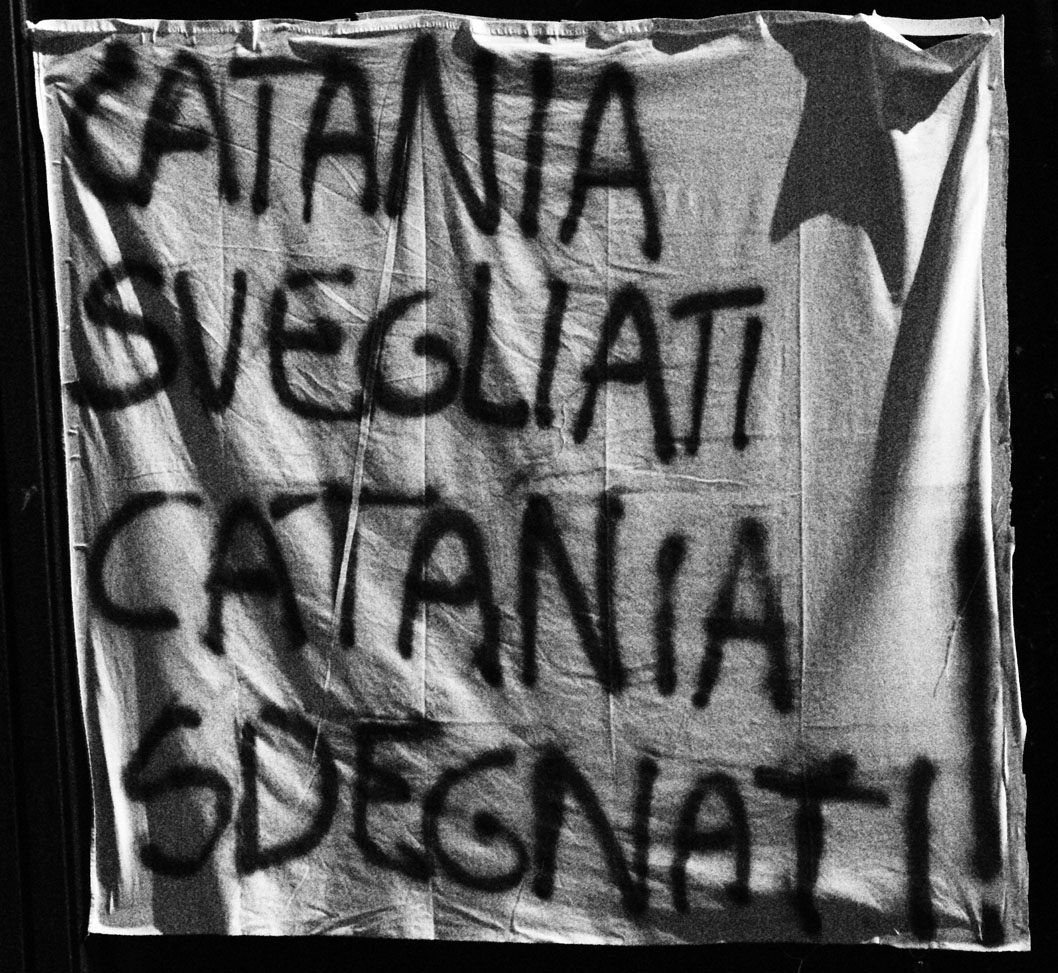
Banderole contre la violence dans le football avec écrit : "Catane réveille toi, Catane sois en colère"

Le drame de Catane se déroule le vendredi 2 février 2007. Lors d'un match de football de série A en Italie opposant deux clubs siciliens, le Calcio Catania et l'US Palerme, au Stadio Angelo Massimino de Catane, un policier perd la vie à la suite de très violents affrontements.

## Cause du drame
À la suite de la défaite du Calcio Catania sur le score de 2-1, des supporters affrontent les forces de l'ordre et un policier de 38 ans meurt d'une  blessure à la tête provoquée par un gros pétard lancé dans la voiture où il se trouve. Au total 71 personnes sont hospitalisées et la police procède à 14 arrestations.

## Décision à la suite du drame
À cause de cette violence, tous les matchs de football en Italie sont reportés (Serie A, Serie B, Serie C1/C2...) et suspendus jusqu'à nouvel ordre par la fédération italienne.
Le football italien reprend finalement une semaine plus tard, mais avec des clubs qui doivent jouer leurs matchs à huis clos s'ils n'ont pas leur stade aux normes.